# هوانگ مین هیون
هوانگ مین هیون (کره‌ای: 황민현؛ زادهٔ ۹ اوت ۱۹۹۵) که با نام هنری مین‌هیون (کره‌ای: 민현) نیز شناخته می‌شود، خواننده، ترانه‌سرا و بازیگر اهل کره جنوبی است. او حرفهٔ خوانندگی خود را در سال ۲۰۱۲ و به عنوان وکالیست گروه پسرانهٔ کره‌ای نوایست آغاز کرد. در سال ۲۰۱۷ او در فصل دوم برنامه رقابتی پرودوس ۱۰۱ شرکت کرد و به جایگاه نهم دست یافت و به عنوان یکی از اعضای گروه پسرانهٔ وانا وان فعالیت خود را آغاز کرد. پس از منحل شدن وانا وان، هوانگ دوباره به نوایست تا سال ۲۰۲۲ پیوست. او اکنون به عنوان خواننده انفرادی و بازیگر زیر نظر کمپانی پلدیس انترتینمنت فعالیت می‌کند.

## فیلم‌شناسی

### فیلم
| سال  | عنوان      | نقش         | توضیحات    | منابع |
| ---- | ---------- | ----------- | ---------- | ----- |
| ۲۰۱۶ | فاصله آنها | نام سانگ سو | فیلم ژاپنی | [ ۴ ] |

### مجموعه تلویزیونی
| سال       | عنوان                 | نقش       | توضیحات  | منابع |
| --------- | --------------------- | --------- | -------- | ----- |
| ۲۰۲۰–۲۰۲۱ | پخش زنده              | گو اون تک |          | [ ۵ ] |
| ۲۰۲۲–۲۰۲۳ | کیمیای روح            | سو یول    | پارت ۱–۲ | [ ۶ ] |
| ۲۰۲۳      | دروغگوی دوست‌داشتنی من | کیم دو ها |          | [ ۷ ] |

### مجموعه اینترنتی
| سال  | عنوان       | نقش        | منابع       |
| ---- | ----------- | ---------- | ----------- |
| ۲۰۲۵ | گروه مطالعه | یون گا مین | [ ۸ ] [ ۹ ] |

### برنامه تلویزیونی
| سال  | عنوان            | نقش        | توضیحات       | منابع  |
| ---- | ---------------- | ---------- | ------------- | ------ |
| ۲۰۱۷ | پرودوس ۱۰۱ فصل ۲ | شرکت کننده |               | [ ۱۰ ] |
| ۲۰۱۹ | یواچ‌اس‌ان         | مجری       | به همراه جی‌آر | [ ۱۱ ] |

### میزبان
| سال  | عنوان           | توضیحات       | منابع  |
| ---- | --------------- | ------------- | ------ |
| ۲۰۲۲ | کی‌کان ۲۰۲۲ ژاپن | ۱۹–۲۲ سپتامبر | [ ۱۲ ] |
| ۲۰۲۲ | گالا شو ۲۰۲۲    |               | [ ۱۳ ] |